# 梁国庆
梁国庆（1938年10月—），男，吉林九台人，中华人民共和国政治人物。

## 生平
1959年9月至1964年8月，在吉林大学法律系学习。1964年8月至1981年10月，任第二机械工业部605所组织部、宣传部干部。1972年9月，加入中国共产党。1981年10月至1982年8月，任天津市人民检察院研究室干部、副科长。1982年8月至1983年6月，任天津市人民检察院研究室副主任。1983年6月至1985年8月，任天津市人民检察院检察长、党组书记。1985年8月至1994年3月，任最高人民检察院副检察长、党组成员、检察委员会委员（1990年11月至1991年10月兼任政治部主任）。1994年3月起，任最高人民检察院副检察长、党组副书记、检察委员会委员，一级大检察官。中共第十五届中央候补委员。